# Waalse kerk (Vaals)
De Waalse kerk is een voormalig kerkgebouw van de Waals Gereformeerde Kerk (Église réformé wallon) in Vaals in Nederlands Zuid-Limburg. Het gebouw bevindt zich aan het eind van een smalle steeg aan de Akenerstraat 12 en is vanaf de straat vrijwel onzichtbaar. In 1837 werd de kerk verbouwd tot woongebouw. De Waalse kerk is sinds 1967 een rijksmonument.

## Geschiedenis
Al in 1558 was in de naburige stad Aken een protestantse gemeente actief met een Franstalige liturgie. De meeste lidmaten waren kopermeesters uit Wallonië en Frankrijk, die rond 1554 gevlucht waren voor de troepen van Alva. Nadat de Vrije Rijksstad Aken zich in 1555, na de Vrede van Augsburg, had aangesloten bij de katholieke staten in Duitsland, werden protestantse kerkdiensten er geleidelijk aan verboden en moesten gereformeerde predikanten vertrekken. In de jaren daarna verhuisden veel gereformeerden naar Burtscheid, Stolberg of Vaals, waar meer godsdienstvrijheid was. Franstalige gereformeerden uit Aken en omgeving, maar ook protestanten uit de regio Eupen, bezochten regelmatig kerkdiensten in Vaals, aanvankelijk nog in privéwoningen. De Geusenweg in het Vaalserquartier (tegenwoordig een wijk van Aken) herinnert nog aan deze bewogen periode uit de geschiedenis.
Vanaf de Vrede van Münster (1648), officieel pas vanaf het Partagetraktaat (1661), behoorde Vaals tot Staats-Overmaas, dat deel uitmaakte van de Republiek der Zeven Verenigde Nederlanden. In tegenstelling tot de meeste omliggende gebieden, die tot het overwegend rooms-katholieke Heilige Roomse Rijk behoorden, waren de Staten-Generaal van de Nederlanden vrij tolerant ten opzichte van andere kerkelijke gezindten dan de officiële Nederduitse Gereformeerde Kerk, met name ten opzichte van andere geloofsrichtingen binnen het calvinisme.
Vanaf 1649 kon de Franstalige gereformeerde kerkgemeenschap openlijke bijeenkomsten houden in Vaals, aanvankelijk in een schuur. Na een schenking van 300 gulden uit Maastricht, konden ze enkele jaren later een eigen kerk in Vaals bouwen. Deze werd in 1667 ingewijd. Twee jaar later ontving de zittende predikant Jacob Blancheteste nog eens tien rijkstaler van de nederduits-gereformeerde gemeente in Vaals (de Nederlandstalige gereformeerden) voor de bouw en inrichting van de kerk. Net als de Nederduitse Gereformeerde Kerk was de Waals Gereformeerde Kerk calvinistisch georiënteerd en verschilde daarvan feitelijk alleen in de taal die tijdens de erediensten werd gebruikt. Bij de kerk lag ook een kleine begraafplaats. Tijdens verbouwingen van de kerk werden ook in het gebouw zelf fragmenten van grafstenen gevonden.
Nadat de laatste predikant in 1797 was vertrokken, werd de Waalse kerk in 1803 eigendom van de nederduits-gereformeerde gemeente in Vaals. Dezen beschikte reeds over een eigen kerkgebouw elders, de vlakbij gelegen hervormde kerk, voorheen de katholieke parochiekerk van Sint-Paulus. In 1824 schonken zij, in ruil voor een kleine gift, het avondmaalzilver en de preekstoel aan de katholieke Sint-Martinuskerk in Vijlen. In 1837 werd het leegstaande kerkgebouw verkocht aan de burger Pieter Braun. Deze liet de ontwijde kerk aanvankelijk ombouwen tot bakkerij. In 1850 volgde een tweede verbouwing tot woonhuis, waarbij er meerdere verdiepingen in aangebracht werden.
De Franstalige gereformeerden kwamen na 1803 bijeen in de kelder van het naburige pand Kerkstraat 31/hoek Akenerstraat. In dit monumentale herenhuis uit 1732, dat lokaal bekend staat als “Schatull” (schatkist), is sinds 1950 een restaurant gevestigd.

## Architectuur
De voormalige Waalse kerk van Vaals is nauwelijks zichtbaar vanaf de openbare weg. Het betreft een eenvoudig kerkgebouw, opgetrokken in baksteen en met een schilddak dat met zink is bekleed. Het gebouw heeft een rechthoekige plattegrond met daarop aansluitend een driezijdige apsis. De apsisvormige westzijde wordt ondersteund door pilastervormige steunberen. De noordzijde wordt geaccentueerd door vier gemetselde Dorische en Ionische pilasters, die niet tot aan de plint doorlopen, maar op hoger geplaatste basementen rusten, en die eindigen in meervoudig gelede, natuurstenen kapitelen met een frontonachtige bekroning. De hoofdingang bevond zich aan de oostzijde. Dat dit de voorgevel was wordt benadrukt door het ovale, met natuursteen omlijste oeil de boeuf boven de entree, en de puntgevel die bekroond wordt door een driehoekig, eveneens met natuursteen omlijst fronton. De diverse deur- en vensteromlijstingen, maar ook de plinten, de kapitelen en de daklijsten zijn van blauwe hardsteen.
Op de nok van het dak, achter de driehoekige topgevel aan de oostzijde, bevond zich vroeger een kleine open dakruiter met twee verdiepingen en een zeshoekig grondplan. Deze werd tijdens de verbouwing tot woningen in 1850 afgebroken. Het fronton van de oostelijke puntgevel werd bekroond door een windvaan in de vorm van een trompetblazende engel. Deze werd later verwijderd en bewaard door de bewoners van het pand. Deuken en kogelgaten op deze koperen(?) engel zouden wijzen op een conflict tussen katholieken en protestanten in 1757, toen katholieke schutters uit het nabije Vaalserquartier de windwijzer gebruikten als doelwit, waarop de protestantse dominee de hulp van dertig cavaleristen uit de vesting Maastricht moest inroepen.

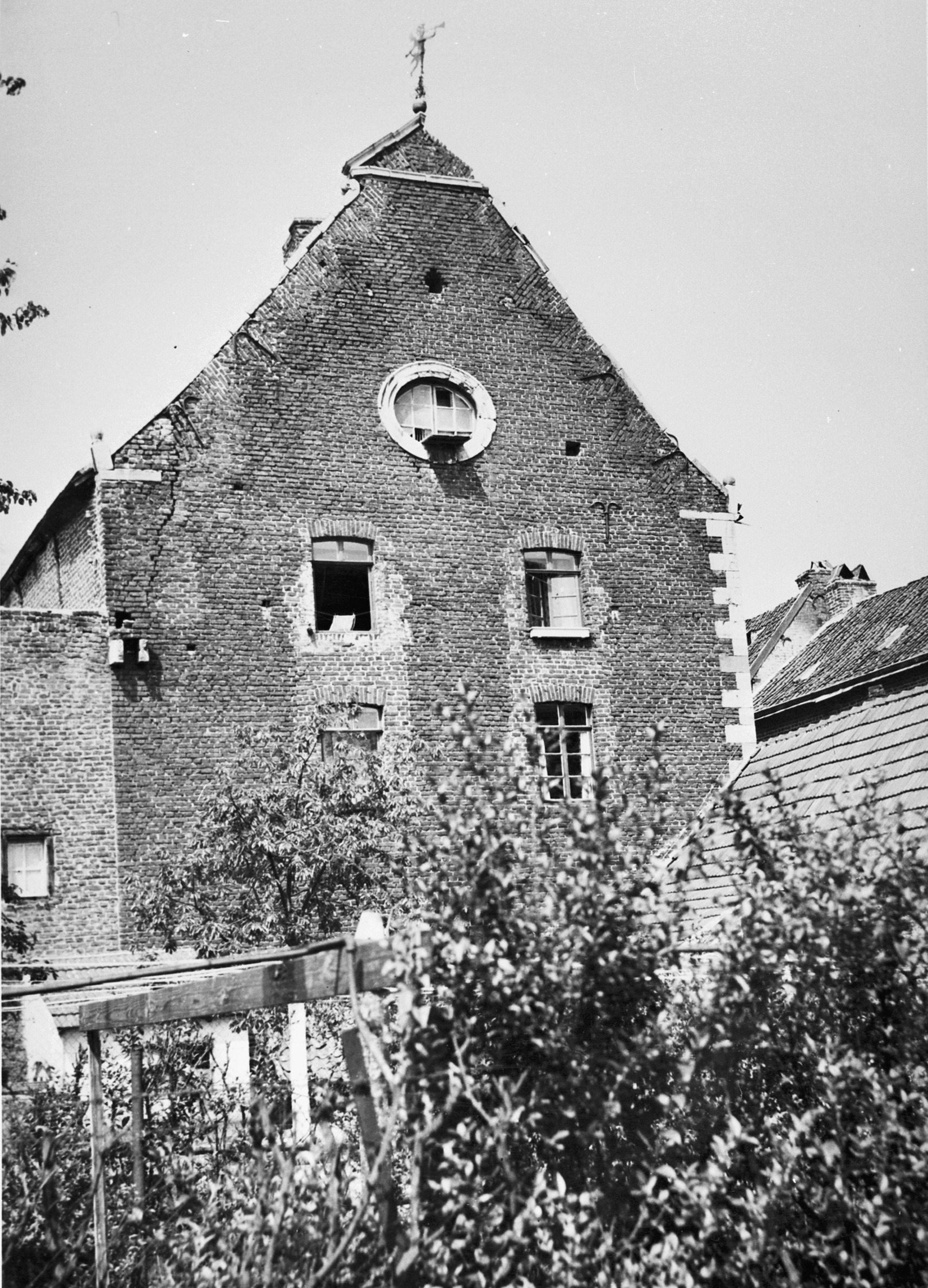
Oostgevel met entree, oeil de boeuf en windvaan, 1982
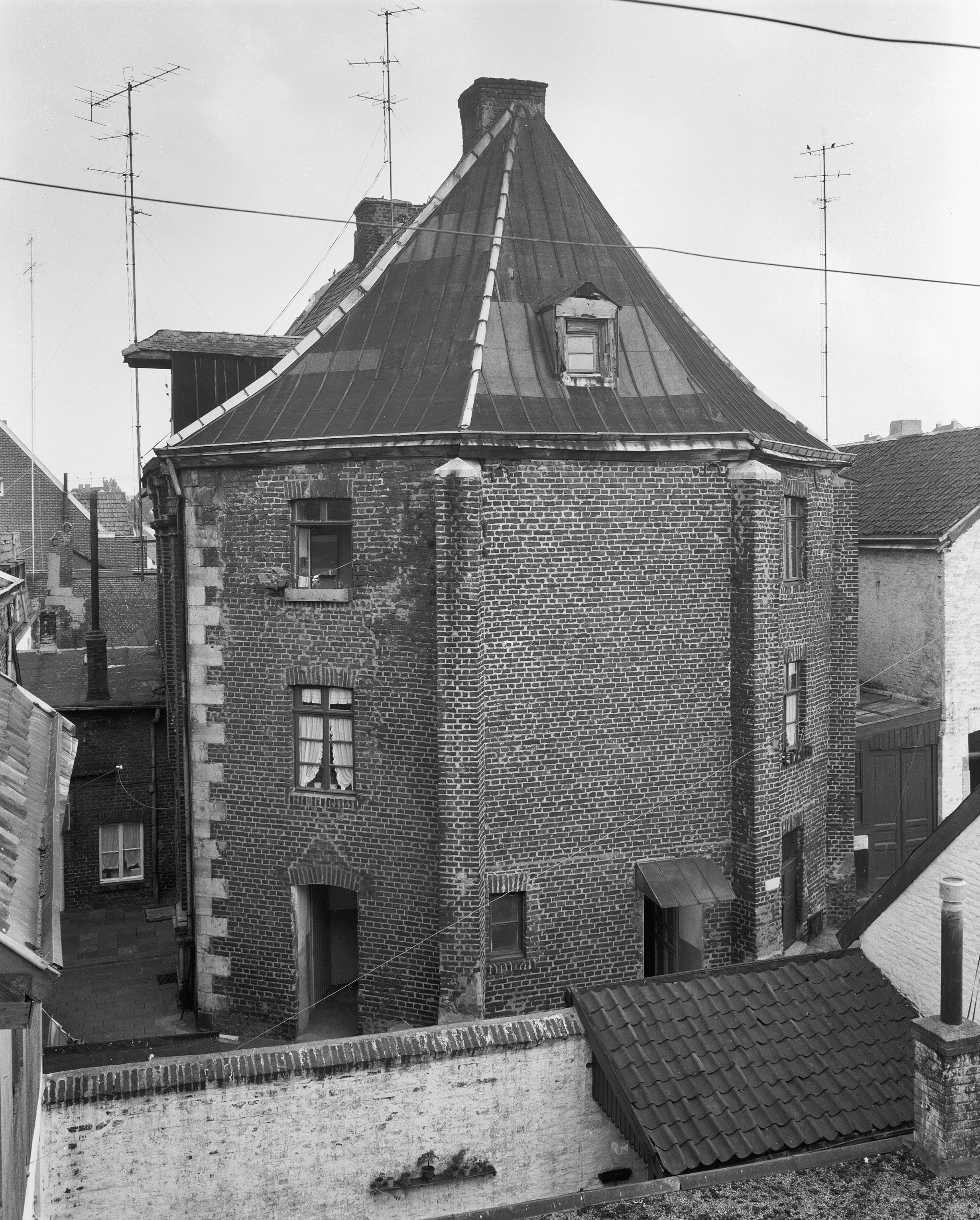
Westgevel met apsis en steunpijlers, 1962
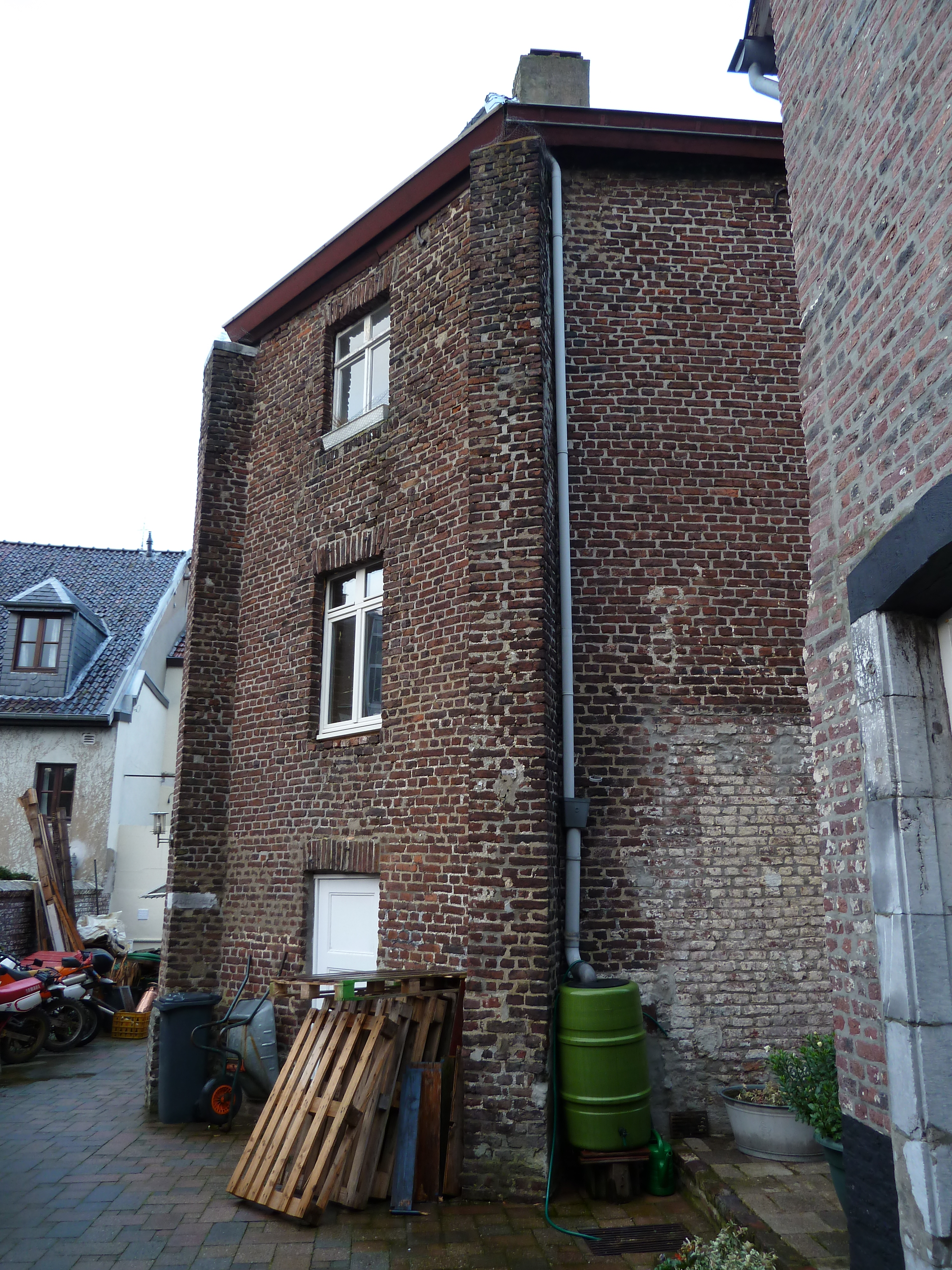
Apsis vanuit het noorden, 2010
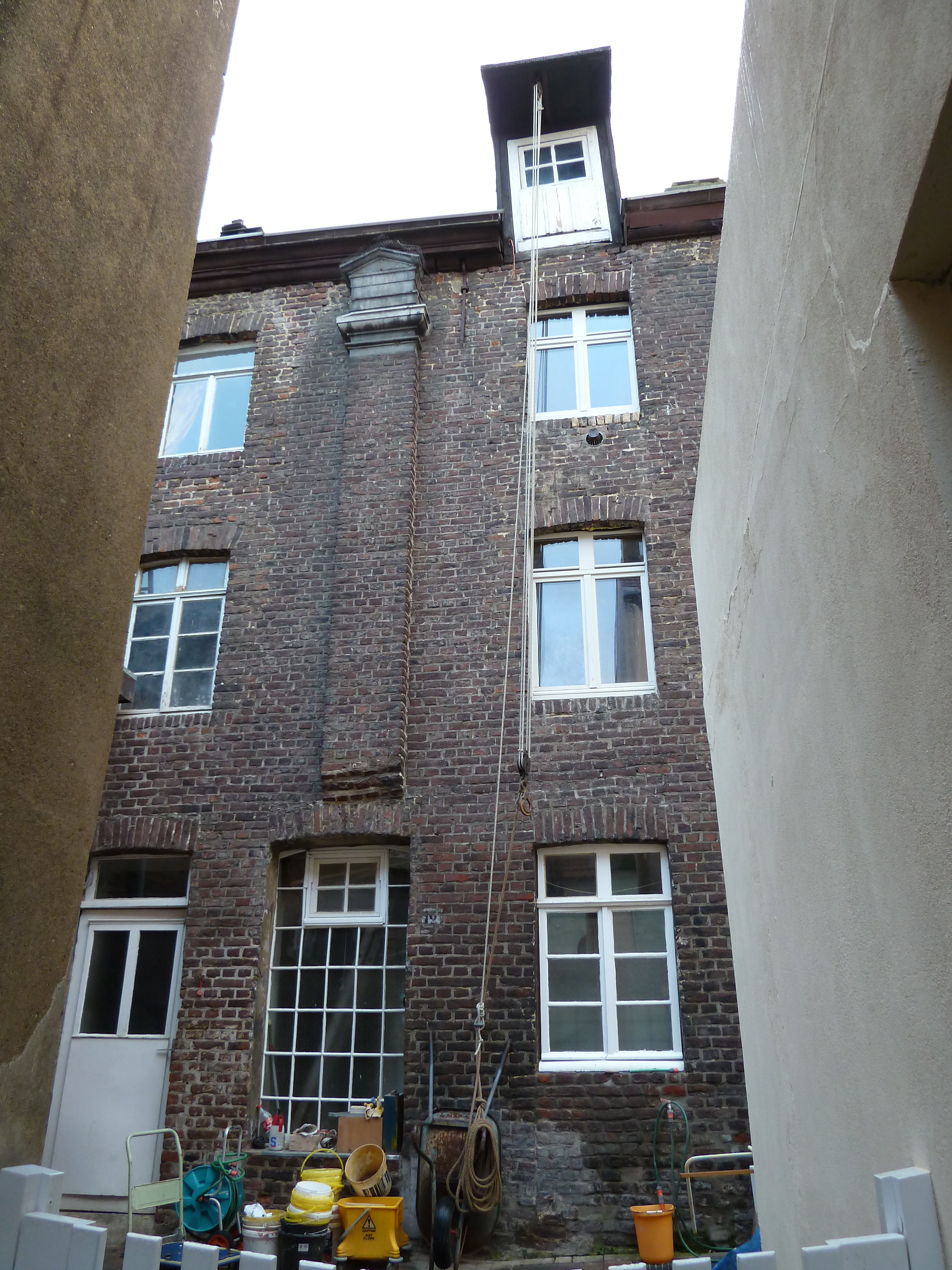
Detail noordgevel met pilaster, 2010
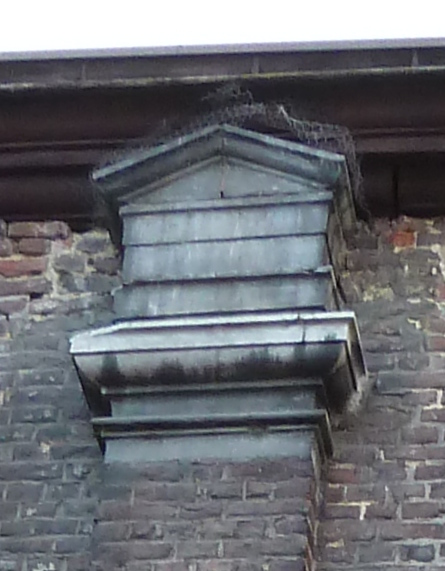
Idem, detail met frontonachtig kapiteel
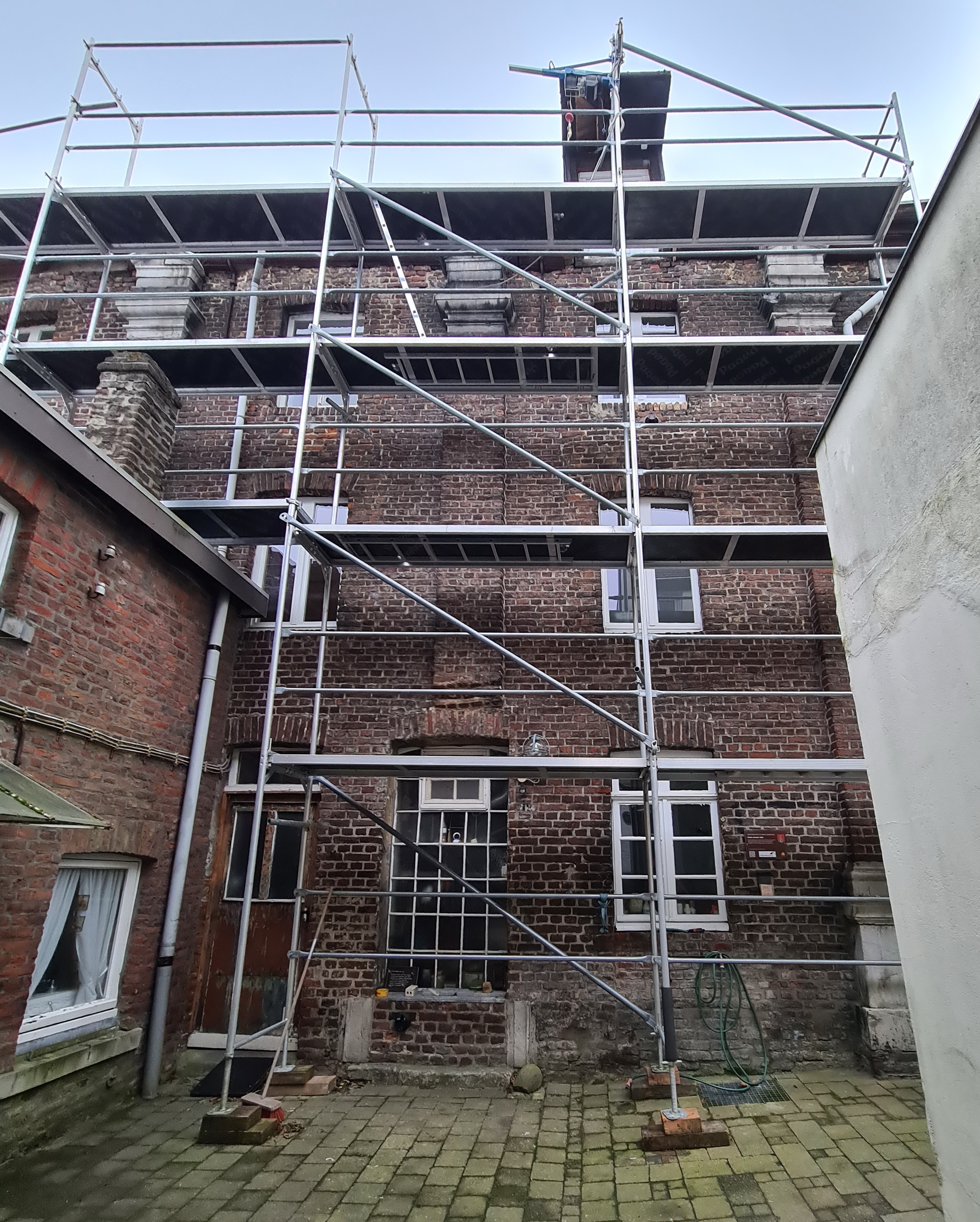
Noordgevel tijdens restauratie, 2025
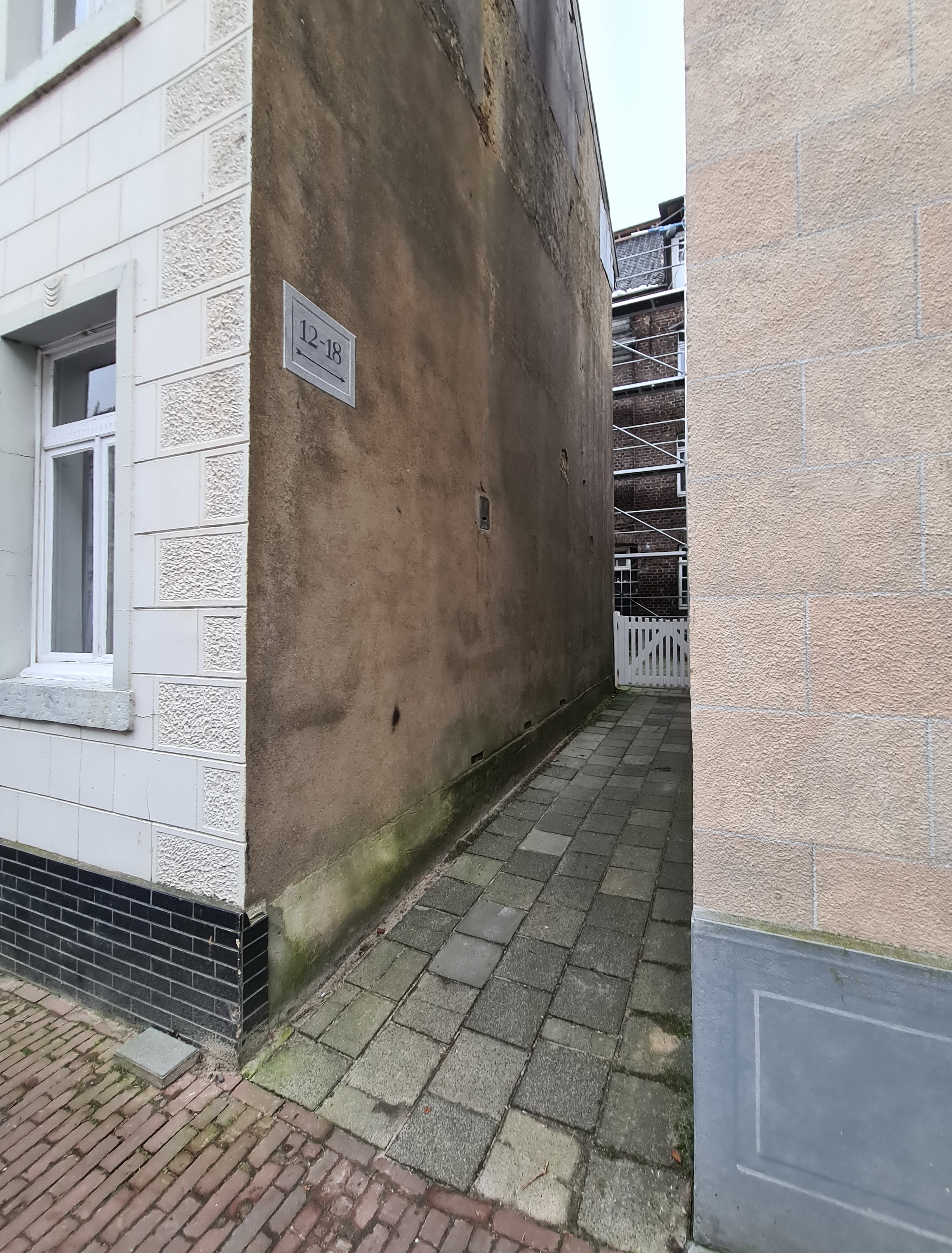
Akenerstraat met steegje naar Waalse kerk, 2025
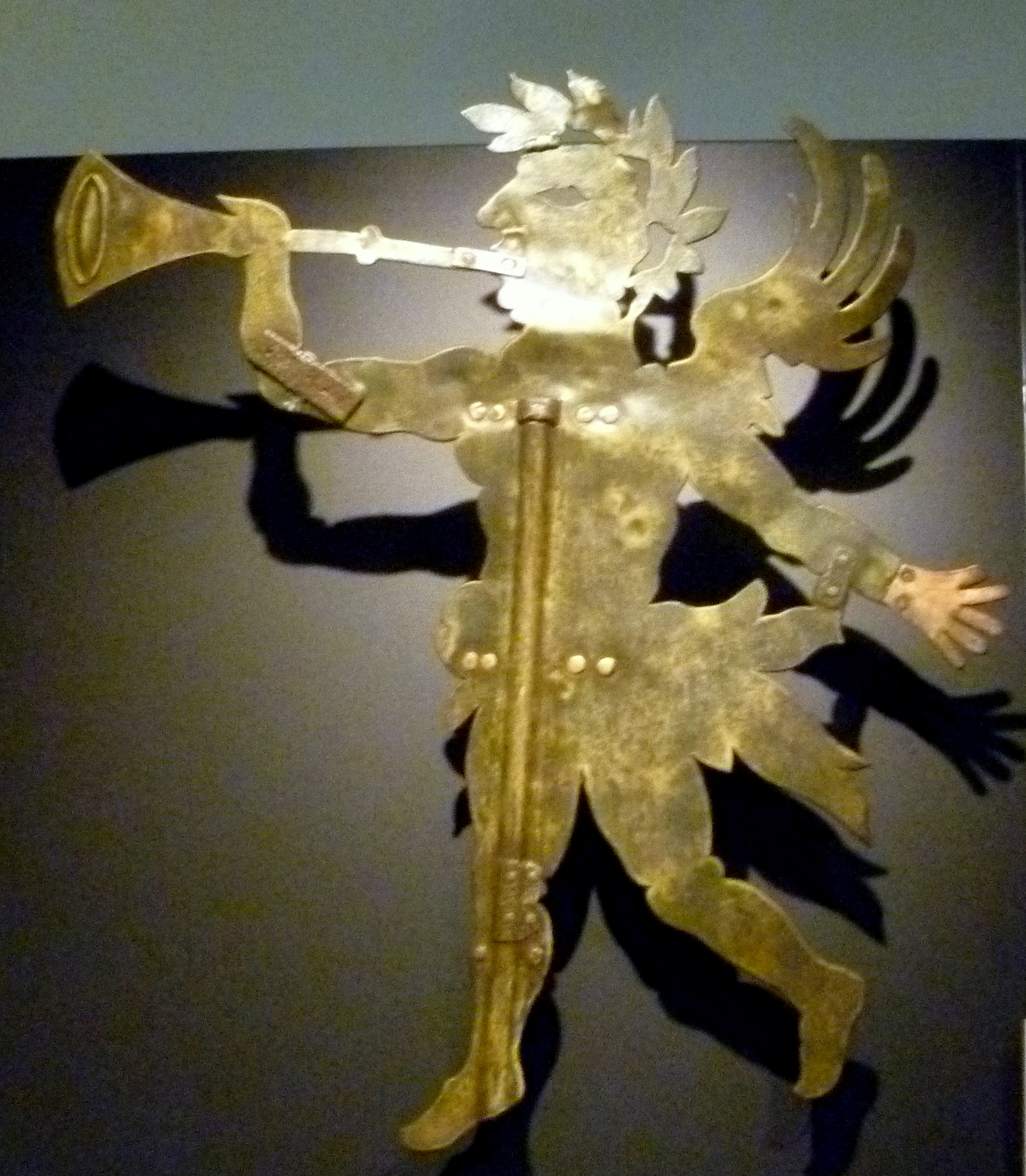
Windvaan met kogelschade, 2017